# Andorinhão-pálido

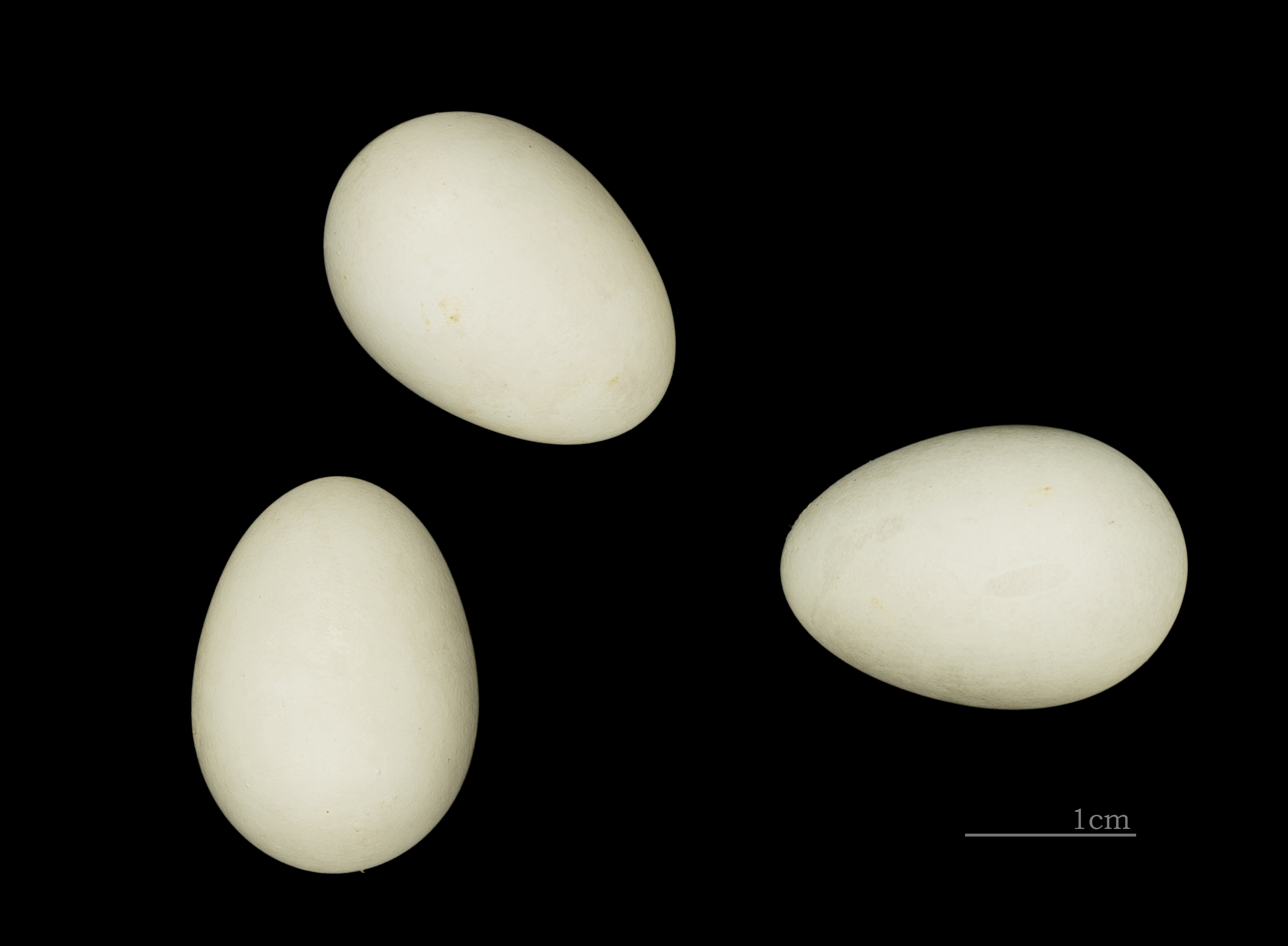
Apus pallidus

O andorinhão-pálido (Apus pallidus) é uma ave da família dos Apodídeos.

## Descrição
Esta espécie mede entre 16–17 cm de comprimento, tem asas falciformes, uma cauda bifurcada e uma plumagem de tons acastanhados claros, exibindo ainda faces pálidas e a zona da garganta de coloração mais alvadia.
Assemelha-se muito ao andorinhão-preto, e bastante difícil de distinguir, uma vez que a sua plumagem é de um tom castanho mais claro que a daquele, cor de café-com-leite, costuma ter uma vocalização menos arranhada do que a do andorinhão-preto e no voo costuma ser mais calmo.
São maiores do que as andorinhas comuns, das quais se distinguem pelas suas asas em forma de foice e pelo seu padrão de voo, porquanto as andorinhas comuns batem as asas com mais frequência, ao passo que os andorinhões têm um padrão de voo mais suave, mas também mais rápido.

### Comportamento
Os andorinhões passam a maior parte da vida a voar, com efeito, alimentam-se, bebem, acasalam enquanto voam.
Fazem os ninhos em cavidades de edifícios e falésias, de onde se lançam para levantar voo, uma vez que não conseguem descolar a partir do chão.

## Distribuição
É bastante comum no sul da Europa, em costas rochosas, regiões montanhosas e aglomerados urbanos.

### Portugal
Esta é uma ave que está presente em Portugal entre Março e Outubro, país onde nidifica, voando depois para África onde passa o tempo mais frio.
Embora se encontre em todo o território nacional, assume-se como a espécie dominante, especialmente nas regiões da Beira Litoral, da Estremadura e do Algarve.